# Hugo Ekström
Hugo Gustaf Theodor Ekström, född den 18 oktober 1852 i Stockholm, död den 6 juni 1927 i Uppsala, var en svensk militär. Han var son till Carl Rudolf Ekström.
Ekström blev underlöjtnant vid Wendes artilleriregemente 1871 och löjtnant där 1877. Han befordrades till kapten 1888 och till major 1897. Ekström blev 1903 överstelöjtnant vid och 1905 överste och chef för Upplands artilleriregemente. Han erhöll avsked 1913. Ekström blev riddare av Svärdsorden 1893 och kommendör av första klassen av samma orden 1914.